# 72년

## 연호
- 후한(後漢) 영평(永平) 15년

## 기년
- 후한(後漢) 명제(明帝) 15년
- 신라(新羅) 탈해 이사금(脫解泥師今) 16년
- 고구려(高句麗) 태조대왕(太祖大王) 20년
- 백제(百濟) 다루왕(多婁王) 45년

## 사건
- 백제가 신라의 와산성(蛙山城)을 점령하다.
- 고구려가 관나부 패자 달가에게 군사를 주어 조나를 치고 그 왕을 잡음.